# Nätläkare
Nätläkare, även kallad nätdoktor, är en läkare eller ett vårdföretag som genomför sin verksamhet över internet och är därmed en form av e-tjänst eller e-handel. Verksamheten inkluderar i allmänhet rådgivning, remisser och förskrivning av receptbelagda läkemedel och faller huvudsakligen inom området allmänmedicin. Begreppet "virtuell vårdcentral" har också använts. Även annan vårdpersonal än läkare kan ingå i verksamheten, exempelvis sjuksköterskor och psykologer.

## Historik
I början av 2000-talet började allmänheten betrakta internet som en viktig informationskälla och kommunikationskanal. Detta innebar att hälsoråd och hälsoinformation blev ett av de mest sökta ämnesområdena. Snabbare uppkopplingar (bredband) och videokonferensteknik gjorde det därefter möjligt att genomföra individualiserade medicinska konsultationer online snarare än att enbart erbjuda allmän medicinsk information avsedd för allmänheten. Detta utgjorde en vidareutveckling av internetsajter med allmän medicinsk information, som amerikanska WebMD, startat 1996.
En av de tidigaste nätläkartjänster som erbjöd recept efter onlinekonsultation var brittiska e-med, grundat 2000.
Utvecklingen av nätapotek kom tidigare än förekomsten av nätläkare i många länder, vilket också ledde till en efterfrågan på att kunna få läkemedelsrådgivning och recept online.

## För- och nackdelar
Nätläkarverksamhet är omdebatterad i flertalet länder där den förekommer, och har både förespråkare och kritiker.
Förespråkarna brukar peka på att effektiviteten i läkarbesöken ökar när informationsteknologi används och att tillgängligheten för patienten förbättras.
Kritiker menar att en online-session inte fullt ut kan ersätta ett fysiskt besök, eftersom läkaren blir begränsad i sina möjligheter att undersöka patienten. Detta ökar risken för felaktigt ställda diagnoser och att sjukdomar missas. Vidare ökar risken att tjänsten utförs av personal utan tillräcklig kompetens, eller att patienten uppger felaktig information för att komma åt vissa receptbelagda läkemedel.
En undersökning från 2019 visade att nätvårdsanvändare i Region Skåne kontaktade traditionella vårdcentraler i högre utsträckning än personer som inte använde sig av digital vård. Detta innebär att det inte är självklart att digitala vårdtjänster avlastar fysiska vårdinstanser.

## Nätläkare i Sverige
I Sverige startade nätläkarverksamhet i större omfattning under 2016 med företagen Kry och Min Doktor. Detta ledde, framför allt från 2017, till en debatt kring fenomenet. De internationellt förekommande synpunkterna om kostnadseffektivitet, tillgänglighet och kvalitet framfördes även i den svenska debatten. Vidare förekom kritik om att nätläkarna skulle förvärra läkarbristen i Sverige genom att rekrytera läkare från landstingens allmänmedicinska verksamhet samt att tillgängligheten skulle leda till en onödig överkonsumtion av vård.

### Patientavgifter och ersättningsmodell
När de första nätläkarföretagen etablerade sig konstaterades att landstingens ersättningsmodell inte var anpassad till verksamheten. Både Kry och Min Doktor etablerade sig i Jönköpings läns landsting, som 2016 tillämpade en taxa för så kallade utomlänsbesök på 1800 kronor, ursprungligen anpassad för ett fysiskt besök på en vårdcentral i länet. Detta var vad patientens hemlandsting fick betala även för ett nätläkarbesök, och beloppet uppfattades vara långt över företagens kostnad för ett typiskt nätläkarbesök. Under 2016 debiterades andra landsting 37,5 miljoner kronor för nätläkartjänster. Detta ledde till att Sveriges kommuner och landsting (SKL) under 2017 utfärdade specifika rekommendationer för digitala vårdtjänster i annat landsting som ledde till en sänkning av detta belopp. I januari 2017 sattes beloppet till 1200 kronor, och i maj 2017 sänktes det till 650 kronor. Beloppet reduceras med den patientavgift som patienten betalar.
1 januari 2018 tog företaget Doktor.se över en vårdcentral i Vingåker, Södermanlands län. Eftersom Södermanlands läns landsting som enda landsting i Sverige inte tog ut någon patientavgift (formellt kallad primärvårdsavgift) blev det möjligt för Doktor.se att erbjuda nätläkartjänster i hela Sverige utan patientavgift. Regelverket för ersättning vid digitala vårdbesök var utformat så att patientavgiften bestämdes efter avgiftsnivån i nätläkarföretagets landsting, oavsett patient. Detta ledde till att SKL i mars 2018 utfärdade en ny rekommendation, om en patientavgift för digital vård på minst 100 kronor oavsett landsting.

### Statistik
Antalet digitala vårdbesök väntades öka från 200 000 till över 550 000 under 2018, en ökning med 152 procent. En undersökning från 2021 visade att var tredje svensk använt sig av vårdappar. En tidigare undersökning har även visat att barnfamiljer tenderade att utnyttja digitala läkarbesök i högre utsträckning än andra, medan de i åldersgruppen över 75 år använde vårdappar i mindre utsträckning.
Under coronavirusutbrottet 2020–2021 i Sverige ökade antalet nätläkarbesök kraftigt, inklusive bland patientgrupper som tidigare varit underrepresenterade, såsom personer över 60 år. Under 2022 uppgav 24 procent av svenskarna över 18 år att de hade använt en vårdapp, det vill säga genomfört ett läkarbesök digitalt via videosamtal.

### Fotnoter
1. ↑  Ellegård, Lina Maria; Kjellsson, Gustav (2019). ”Nätvårdsanvändare i Skåne kontaktade oftare vårdcentral”. Läkartidningen 116. http://lakartidningen.se/Klinik-och-vetenskap/Originalstudie/2019/10/Natvardsanvandare-i-Skane-kontaktade-oftare-vardcentral/.
2. 1 2  Kraftig prissänkning för digitala läkarbesök, Svenska Dagbladet 2017-05-12
3. ↑  Digitala vårdbesök kan bli gratis genom Sörmland, Läkartidningen 2017-12-29
4. 1 2  Ny avgift för digital vård föreslås, Svenska Dagbladet 2018-03-14
5. ↑  Vård på nätet får minimiavgift, Svenska Dagbladet 2018-03-16
6. ↑  Pisoni, Johan (17 december 2018). ”Explosionsartad ökning av digitala vårdbesök”. https://www.svt.se/nyheter/lokalt/orebro/notan-for-natlakarna-2018-over-en-kvarts-miljard. Läst 30 oktober 2019.
7. ↑  ”En tredjedel av de äldsta anser att e-tjänster underlättar”. Svenskarna och internet 2021. Internetstiftelsen. https://svenskarnaochinternet.se/rapporter/svenskarna-och-internet-2021/digitala-samhallstjanster/endast-en-tredjedel-av-de-aldsta-anser-att-e-tjanster-underlattar-for-dem/. Läst 21 mars 2022.
8. ↑  ”Digitala samhällstjänster”. Svenskarna och internet 2019. Internetstiftelsen. https://svenskarnaochinternet.se/rapporter/svenskarna-och-internet-2019/digitala-samhallstjanster/. Läst 30 oktober 2019.
9. ↑  Johansson, Frida (1 juni 2020). ”Allt fler söker sig till nätläkare under coronakrisen”. SVT Nyheter. https://www.svt.se/nyheter/lokalt/sormland/allt-fler-soker-sig-till-den-digitala-varden-under-coronakrisen. Läst 15 augusti 2020.
10. ↑  Sandström, Stina (22 juli 2020). ”Kraftig ökning av nätläkarbesök under coronakrisen”. SVT Nyheter. https://www.svt.se/nyheter/lokalt/blekinge/kraftig-okning-av-besok-till-natlakare-i-blekinge. Läst 15 augusti 2020.
11. ↑  ”Användning av internet och e-tjänster”. Svenskarna och internet 2022. Internetstiftelsen. https://svenskarnaochinternet.se/rapporter/svenskarna-och-internet-2022/anvandning-av-internet-och-e-tjanster/. Läst 15 november 2022.